# A kisemmizettek
A kisemmizettek (The Dispossessed) Ursula K. Le Guin utópikus/disztópikus soft science fiction-regénye, amely 1975-ben elnyerte a Hugo- és a Nebula-díjat. A mű magyarul a Cédrus Kiadó és a Szukits Könyvkiadó közös gondozásában jelent meg, Az SF klasszikusai sorozatban, 1994-ben. A kisemmizettek az írónő Hain-ciklusának része, ide tartozik egy másik magyarul megjelent regénye, A sötétség balkeze is.

## Cselekménye
|  | Alább a cselekmény részletei következnek! |

A történet két ikerbolygón játszódik. Az egyik a termékeny Urras, amelynek lakossága, a mai földi állapotokhoz hasonlóan, több különböző államban él, a másik pedig Anarres, az előbbinek sivatagos éghajlatú, kietlen holdja. 170 évvel a történet kezdete előtt az anarchista filozófusnő, Odo követői – mintegy 20 millióan – kivándoroltak Urrasról Anarresre, hogy létrehozzanak egy igazi anarchista társadalmat, ahol az élet kommunákban zajlik a kölcsönös tiszteletre és önkéntes együttműködésre alapozva, és ahol nincs kormány, nincsenek törvények, nincs tulajdon, nincsenek nemzetek, nincs pénz, házasság, rendőrség, és nincsenek börtönök sem.
Itt él Shevek, a zseniális fizikus, aki korszakalkotó Általános Időelméletén dolgozik, amellyel egyesítené a szekvencialista és a szimultaneista időfelfogást. Anarresen azonban képtelen befejezni művét, mivel azt tapasztalja, hogy az anarchista társadalom észrevétlenül kialakult bürokráciája, amely a szokás érvényesítésén és az egyén megfelelési kényszerén alapszik, nem támogatja a munkáját, és mivel semmiképp sem lehet őt eltántorítani céljától, nyílt ellenszenvvel viseltetik iránta, sőt élettársa és gyermekei iránt is. Shevek nem lát más kiutat, mint hogy elutazik Urrasra, a gazdag és romlott A-Io államba (amely nagyon hasonlít az 1970-es évekbeli Amerikai Egyesült Államokra). Az ottaniak már jól ismerik a munkásságát, és lelkesen segítenek neki. Shevek nemcsak tudományos munkáját szeretné itt befejezni, de utazását küldetésként is felfogja, amellyel lebonthatná a két világot elválasztó falakat.
A-Ioban azonban Shevek nehezen boldogul az anarresitől gyökeresen eltérő viszonyok között, és küszködése során lassan ráébred arra, hogy cseberből vederbe került. Az ioti tudományos közösség segítőkészségét egyetlen cél motiválja: meg akarják kaparintani az eredményeit, hogy aztán azokat kizárólag saját nemzetük dominanciájának biztosítására használják fel. Shevek számára élete során most adódik a legnehezebb feladat: miután elmenekült Anarres börtönéből, egy másfajta börtönbe került Urrason, és nincs már hova mennie, hogyan cselekedhet most mégis szabad emberként?
|  | Itt a vége a cselekmény részletezésének! |

## Témái, szerkezete
A regény formája sajátos módon reflektál a tartalomra. A történet két külön szálon fut, fejezetenként váltakozva. Az egyik szál Anarresen játszódik; ez Shevek életét meséli el a bolygóról való távozásának pillanatáig. A másik az Urrason történteket beszéli el. A második szál első fejezete az első szál utolsó fejezetének fonalát veszi fel, így alkotva egy teljes kört. Ez, valamint a fejezetenként váltakozó idősíkok mintha magát a regénybeli Általános Időelméletet testesítenék meg, amennyiben azt az érzést keltik, hogy egyszerre jelen van és zajlik a múlt, a jelen és a jövő; hogy egyszerre tapasztaljuk az események egymás utániságát és egyidejűségét.
A regény másik erőteljes eszköze a kettősség. A mű egyszerre utópia és disztópia. Le Guin nem rejti véka alá ellenérzését A-Io társadalmával (és annak kritikáján keresztül korának, a 70-es évek Amerikájával) szemben, de legalább ilyen kíméletlenül részletezi azokat a problémákat, amelyek óhatatlanul fellépnek, amikor az idealizmus az emberi természettel kerül összeütközésbe. Anarres társadalma legalább annyira nem megoldás, mint A-Ioé: a konformitás mindenütt uralkodó kényszere, valamint a fojtogató bürokráciába torkolló szokásgyakorlás következtében Anarres sem sokkal élhetőbb hely, mint Urras. Ráadásul a helyieknek folyamatosan meg kell küzdeniük a bolygó rendkívül kedvezőtlen természeti adottságaival. Nekik nincsenek még természeti javaik sem, mivel bolygójuknak sincsenek ilyenek – így valóban kisemmizettek ők, a szó minden értelmében. A kiutat a főhős karakterén és cselekedetein keresztül mutatja meg az írónő. Shevek mindkét társadalomból „kilóg”: az urrastik közül kiemeli őt a hatalom, a tekintély, a pénz- és élvezethajhászás iránti megvetése, az anarrestik közül pedig a kezdeményezőkészsége és a felelősségvállalással társuló önfejűsége. Shevek késztetése az alkotó szabadságra ellenállhatatlan: ennek megfelelően cselekszik, még akkor is, ha szenved tőle. Az igazi anarchista (idealista, utópikus) társadalomban, sugallja az írónő, az egyén nem fojtja el a kreativitását a közösség vélt érdekében, hanem épp ellenkezőleg, kiteljesíti azt. Így élhet méltó életet az individuum, és következésképp az a társadalom is, amelynek szabadon alkotó részese.

## Magyarul
- A kisemmizettek; ford. Adamik Lajos; Cédrus–Szukits, Bp.–Szeged, 1994 (A sci-fi klasszikusai)